# Otton Samójłowicz-Salamonowicz
Otton Samójłowicz-Salamonowicz (ur. 23 marca 1885 w Starej Osocie, zm. wiosną 1940 w Charkowie) – podpułkownik lekarz Wojska Polskiego, działacz niepodległościowy, kawaler Orderu Virtuti Militari, ofiara zbrodni katyńskiej.

## Życiorys
Syn i Franciszki z Rzepeckich urodzony 23 marca 1885 roku w cukrowni we wsi Stara Osota, w ówczesnym powiecie czehryńskim guberni kijowskiej.
W 1904 ukończył gimnazjum w Sumach i zdał egzamin dojrzałości. W 1910 ukończył studia na Wydziale Lekarskim Cesarskim Uniwersytecie Charkowskim i uzyskał dyplom lekarza. W czasie I wojny światowej służył w I Korpusie Polskim w Rosji, a następnie w 4 Dywizji Strzelców Polskich i Armii Polskiej we Francji. 21 maja 1919 został mianowany kapitanem lekarzem od dnia 1 marca 1919.
Z dniem 1 stycznia 1920 roku został przyjęty do Wojska Polskiego z byłej Armii gen. Hallera, z tymczasowym zatwierdzeniem stopnia kapitana lekarza, zaliczony do Rezerwy armii i powołany do służby czynnej aż do demobilizacji. W 1920 roku wziął udział w wojnie z bolszewikami. Był ranny. 6 sierpnia 1920 roku został zatwierdzony z dniem 1 kwietnia 1920 roku w stopniu majora, w korpusie lekarskim, w grupie oficerów byłej Armii gen. Hallera. Pełnił wówczas służbę na stanowisku szefa sanitarnego 12 Dywizji Piechoty. 1 czerwca 1921 roku nadal pełnił służbę w dowództwie 12 Dywizji Piechoty na stanowisku szefa sanitarnego, a jego oddziałem macierzystym była kompania zapasowa sanitarna nr III.
3 maja 1922 roku został zweryfikowany w stopniu podpułkownika ze starszeństwem z dniem 1 czerwca 1919 roku i 74. lokatą w korpusie oficerów sanitarnych, grupa lekarzy, a jego oddziałem macierzystym była nadal kompania zapasowa sanitarna nr III. Z dniem 31 grudnia 1922 roku, na własną prośbę, został przeniesiony do rezerwy. W latach 1923–1924 pozostawał na ewidencji 2 batalionu sanitarnego w Lublinie.
15 maja 1930 roku został powołany do służby czynnej i przemianowany na oficera zawodowego w stopniu podpułkownika ze starszeństwem z dniem 1 lipca 1919 roku i 5. lokatą w korpusie oficerów sanitarnych, grupa lekarzy. W czerwcu tego roku został przeniesiony z Komendy Placu Kraków do 3 batalionu sanitarnego w Grodnie na stanowisko dowódcy. W październiku 1931 roku został przeniesiony do 3 Szpitala Okręgowego w Grodnie na stanowisko pomocnika komendanta szpitala. W grudniu 1932 roku został przeniesiony do 9 Szpitala Okręgowego z równoczesnym przydziałem do Szefostwa Sanitarnego Okręgu Korpusu Nr IX. Z dniem 30 czerwca 1934 roku został przeniesiony w stan spoczynku.
Po zwolnieniu z zawodowej służby wojskowej (od 4 października 1934 do 4 lutego 1937) pełnił funkcję burmistrza miasta i uzdrowiska Otwocka. W 1937 przeniósł się do Prużany i zamieszkał przy ul. Piłsudskiego 25. W następnym roku przeniósł się do Brześcia na ul. Zygmuntowską 33. Później został zatrudniony w charakterze lekarza, w Podlaskiej Wytwórni Samolotów w Białej Podlaskiej.
W czasie kampanii wrześniowej 1939 roku pełnił funkcję komendanta Obrony Przeciwlotniczej Brześcia. Po agresji ZSRR na Polskę w nieznanych okolicznościach dostał się do niewoli sowieckiej. Przebywał w obozie w Starobielsku. Wiosną 1940 został zamordowany w Charkowie przez funkcjonariuszy NKWD i pogrzebany potajemnie w bezimiennej mogile zbiorowej w Piatichatkach, gdzie od 17 czerwca 2000 mieści się oficjalnie Cmentarz Ofiar Totalitaryzmu w Charkowie. Figuruje na Liście Starobielskiej NKWD pod poz. 3059.
Był dwukrotnie żonaty. Z pierwszą żoną wziął rozwód. Miał z nią syna Konstantego (ur. 2 października 1912). Z drugiego związku miał córkę Helenę (ur. 1922) i syna Mamerta (ur. 1925).
Postanowieniem nr 112-48-07 Prezydenta Rzeczypospolitej Polskiej Lecha Kaczyńskiego z 5 października 2007 został awansowany pośmiertnie na stopień generała brygady. Awans został ogłoszony 9 listopada 2007 w Warszawie, w trakcie uroczystości „Katyń Pamiętamy – Uczcijmy Pamięć Bohaterów”.

## Ordery i odznaczenia
- Krzyż Srebrny Orderu Wojskowego Virtuti Militari nr 6708 – 10 maja 1922[27]
- Krzyż Niepodległości – 25 lipca 1933 „za pracę w dziele odzyskania niepodległości”[28]
- Krzyż Walecznych trzykrotnie[3]
- Złoty Krzyż Zasługi – 19 marca 1937 „za zasługi w służbie wojskowej”[29]
- Medal Pamiątkowy za Wojnę 1918–1921[3]
- Medal Dziesięciolecia Odzyskanej Niepodległości[3]
- Odznaka Pamiątkowa Więźniów Ideowych[30]